# Classe Naïade
Ne doit pas être confondu avec la Naïade (Q124), un sous-marin de l'entre-deux-guerres.

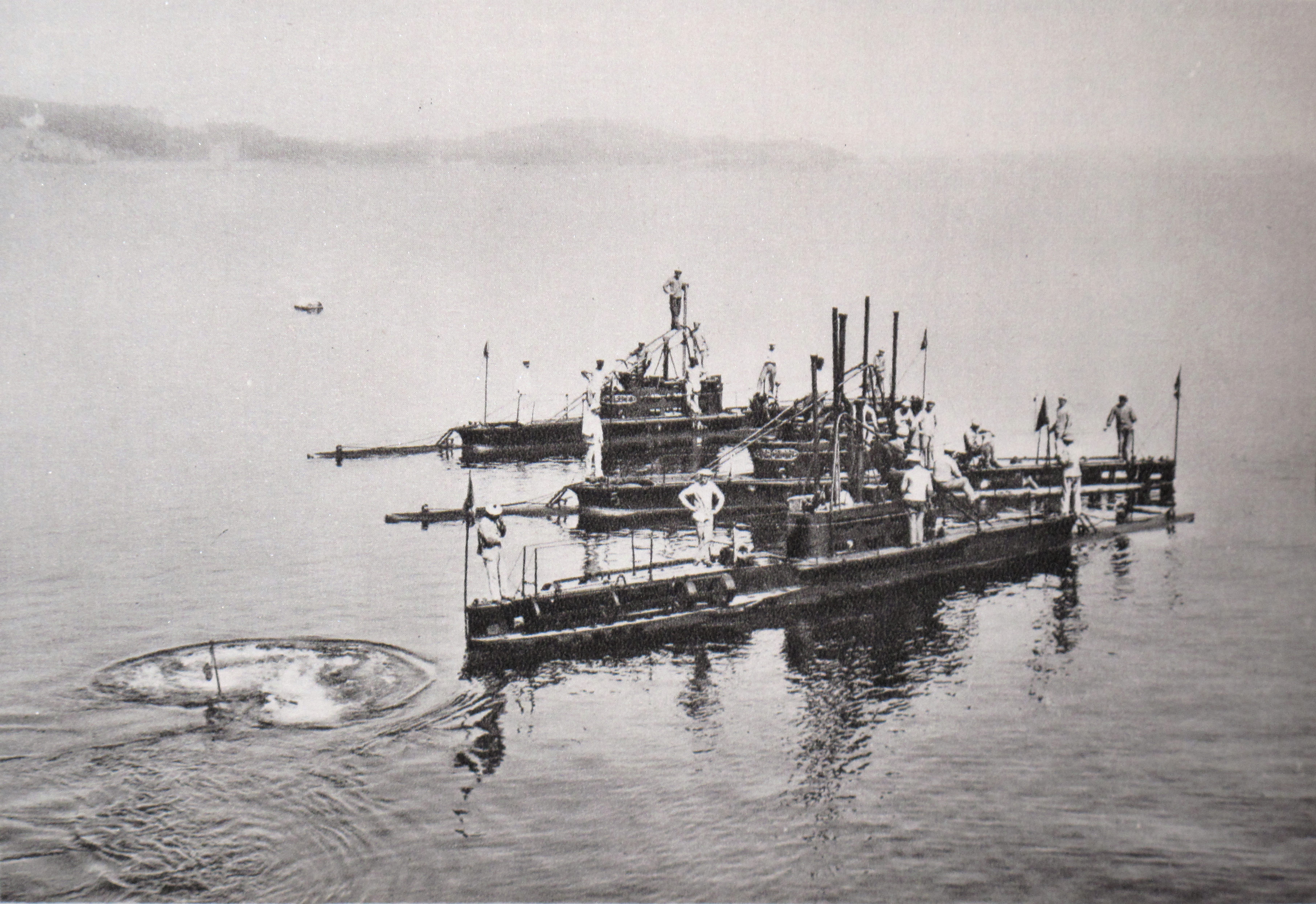
Le Grondin au premier plan.

La classe Naïade est une classe de sous-marins de 70 tonneaux de la marine nationale française construits au début du XXe siècle, à vocation de défense des ports et de patrouille côtière. Elle tire son nom du premier de la série, la Naïade (1905-1914).
Ces sous-marins furent conçus par l'ingénieur du génie maritime Gaston Romazzotti et l'ordre de mise en chantier intervint le 13 avril 1901. Ils seront surnommés « Les Fritures » du fait que la plupart portaient un nom de poisson. Émile Bertin les surnommera « Les Noyades ».
Ils serviront avant la Première Guerre mondiale à Dunkerque, La Pallice et Toulon et outre-mer à Bizerte (Tunisie) et Saïgon (Indochine). 

## Sous-marins
Les vingt sous-marins de cette classe sont :
- Naïade (Q15) : 1905 – 1914 – revendu pour la ferraille à Cherbourg
- Protée (Q16) : 1904 – 1914 – revendu pour la ferraille à Saïgon
- Perle (Q17) : 1904 – 1912 – revendu pour la ferraille à Saïgon
- Esturgeon (Q18) : 1904 – 1912 – revendu pour la ferraille à Saïgon
- Bonite (Q19) : 1905 – 1914 – revendu pour la ferraille à Toulon
- Thon (Q20) : 1905 – 1914 – coulé devant le Cap Bon (Tunisie)
- Souffleur (Q21) : 1905 – 1914 – revendu pour la ferraille à Bizerte
- Dorade (Q22) : 1905 – 1914 – revendu pour la ferraille à Toulon
- Lynx (Q23) : 1904 – 1914 – revendu pour la ferraille à Saïgon
- Ludion (Q24) : 1904 – 1914 – revendu pour la ferraille à Cherbourg
- Loutre (Q25) : 1904 – 1914 – revendu pour la ferraille à Rochefort-sur-Mer
- Castor (Q26) : 1904 – 1914 – désarmé
- Phoque (Q27) : 1905 – 1914 – revendu pour la ferraille à Rochefort-sur-Mer
- Otarie (Q28) : 1905 – 1914 – revendu pour la ferraille à Rochefort-sur-Mer
- Méduse (Q29) : 1905 – 1914 – revendu pour la ferraille à Rochefort-sur-Mer
- Oursin (Q30) : 1905 – 1914 – revendu pour la ferraille à Brest
- Grondin (Q31) : 1906 – 1913 – revendu pour la ferraille à Bizerte (Tunisie)
- Anguille (Q32) : 1907 – 1914 – revendu pour la ferraille à Toulon
- Alose (Q33) : 1907 – 1914 – Désarmé, coulé en 1917 comme cible d'essai et renfloué en 1975. Aujourd'hui classé monument historique et exposé à la Comex à Marseille
- Truite (Q34) : 1905 – 1914 – revendu pour la ferraille à Bizerte.